# 이영찬 (1896년)
이영찬(李泳贊, 일본식 이름: 安川泳贊야스카와 에이산, 1896년 7월 16일 ~ 1960년 5월 5일)은 일제강점기의 기업인이며 조선총독부 중추원 참의도 지냈다.

## 생애
평안북도 선천군 출신이다. 선천의 기독교 계열 사립학교인 신성학교를 졸업하였으며, 고향 선천에서 광산업으로 큰 부를 쌓았다.
선천 송림금은광의 소유주인 동시에 여러 기업체를 운영하였고, 인근의 관광 명소인 동림폭포를 유원지로 만드는 사업을 벌이며 당시로서는 드물게 관광산업에 뛰어들기도 했다. 선천읍회 의원과 선천군농회 의원을 지내는 등 이 지역 유지로 활동하다가 중추원 참의로 발탁되었다.
일제 강점기 말기에는 전쟁체제에 협력한 행적이 있다. 흥아보국단과 조선임전보국단에 참여했으며, 동양지광의 이사를 역임하였다.
1945년 태평양 전쟁이 종전되는 시점까지 중추원 참의로 재직 중이었다. 제1공화국 수립 후 반민족행위처벌법에 따라 반민특위에 체포되어 공판까지 받았으나, 반민특위가 외압으로 해체되어 처벌받은 기록은 없다.
2002년 발표된 친일파 708인 명단 중 중추원 부문에 포함되었고, 2008년 민족문제연구소가 정리한 친일인명사전 수록예정자 명단의 중추원 부문에도 수록되었다. 2009년 친일반민족행위진상규명위원회가 발표한 친일반민족행위 705인 명단에도 포함되었다.

## 같이 보기
- 조선총독부 중추원
- 동양지광

## 참고자료
- 이영찬(李泳贊) - 국사편찬위원회